# (9584) Louchheim
(9584) Louchheim est un astéroïde de la ceinture principale.

## Description
(9584) Louchheim est un astéroïde de la ceinture principale. Il fut découvert le 25 juillet 1990 à l'Observatoire Palomar par Henry E. Holt. Il présente une orbite caractérisée par un demi-grand axe de 2,42 UA, une excentricité de 0,23 et une inclinaison de 6,2° par rapport à l'écliptique.

## Compléments